# Фенлак
Фенлак (Фелнак, рум. Felnac) је насеље и седиште истоимене општине, која припада округу Арад у Румунији. Насеље је значајно по присутној српској националној мањини у Румунији.

## Положај насеља
Село Фенлак се налази у источном, румунском Банату, на 20 км југозападно од града Арада. Село се налази у Поморишју, а сеоски атар је равничарског карактера.

## Историја
Место Фенлак се први пут помиње у папским документима 1332—1337. године. Било је то старо место, тада католичка парохија. Године 1428. године то је посед спахије Зи Ласла, који је повредио два коња и морао дати одштету великом жупану Иштвану Розгоњију. Краљ Матија је тај посед у околини Арада, предао у руке 1478. или 1484. године, деспотима српским Јакшићима. По другом податку поклонио им је "пустару Фенлак" 16. јануара 1486. године. У турско време био је ту замак (тврђава) остао од Јакшића, на левој страни Мориша ниже Арада.
Захваљујући Србима, Мехмед паша је без много борбе 1551. године заузео Фенлак и друга околна места у Поморишју. По турским наводима насеље је сазидао један "влашки краљ скитница". Место је посед темишварског паше, а њиме управља пашин војвода. Седиште нахије, Фенлак је 1554. године, осим муслимана имало само српско становништво. Године 1625. помиње се игуман Никифор, непознатог Николајевског манастира, на реци Моришу. Године 1596. јуна месеца, кренуо је кнез Батори да ослободи Темишвар од Турака. У његовој војсци је било пуно Срба, као Ђорђе Рац, дели Марко и Сава Темишварац. Војска је идући на Темишвар, прошла кроз Фенлак и снадбела га храном. По ослобођењу Баната од Турака, у 18. веку пустара Фенлак је посед српског пуковника Мирослава Николића. Сахрањен је у манастиру Војловици марта 1749. године, Рац Георгије (Ђорђе) лајтант и његова кћерка Мара. Када су се у 1750. године окупили Срби из Баната у Бечеју, из Фенлака и других већих места ишли су по "ешкут и депутирац". Године 1764. Фенлак је парохија у Вршачком протопрезвирату. Царски ревизор Ерлер је 1774. године констатовао да је место Fönlak - српско насеље у Сентандрашком округу.
Парохијско звање и црквене матичне књиге воде се од 1779. године. Године 1828. у месту Фенлаку је записано 3 унијата, а 1.490 православаца. По митрополијском попису из 1865. године Фенлак са Моноштором имао је 2.927 православних Срба, Румуни се не помињу, јер су били неподељени у двема парохијама треће и пете имовинске класе. Ново, српско парохијско звање је основано након поделе са Румунима. Од 1897. године се воде и црквене матрикуле у Фенлаку. Нови сада српски православни храм изграђен је 1900. године, посвећен празнику Рождеству Богородице или Малој Госпојини. Постојало је почетком 20. века у месту, српско православно гробље.
Још 1807. године стиже српска књига у "Фелнак", у руке јерођакона Димитрија Путниковића. Никола Митрић је 1831. године био општински касир у Фенлаку. Пренумеранти српске књиге 1843. године су Георг Момиров општински ешкут, Павел Чонка свршени препарант (учитељ) и кројачи Гаврило Фаркаш и Георг Митрић. Фенлачани се масовно одазивају за пренумерацију књига или као приложници за СНП и правну академију у Новом Саду (1861—1862). Парох Лазар Путић купио је више књига и часописа, као 1861. године када набавља Змајев шаљиви "Комарац". Поред свештенства и учитеља ту је много земљеделаца, трговаца и занатлија, попут Пера Поповић чизмар, Васа Фаркаш кројач. Нови попис из 1857. исказује да у месту живи 2.813 становника. Те године је за фенлачке рибаре лицитиран риболов на реци Нери. Општински бележник у Фенлаку је био Јулије Михајловић, који се 1867. године јавља као претплатник књиге. Српска земљорадничка задруга основана је у Фенлаку 20. јануара 1904. а исте године и Кредитна задруга, 23. октобра. Српска земљорадничка задруга је 1905. године имала капитал од 10.531 к, а на њеном челу били су тада: председник Матија Адамовић и пословођа Миливој Поповић.
Фенлак је 1905. године био велика општина у Новоарадском срезу. Ту је живело 2.970 становника у 637 домова; од којих је Срба 1.508 душа или 50%, са 215 кућа или 34%. Од јавних здања помињу се срска православна црква и српска народна школа. Од комуникацијских средстава у насељу су пошта и телефон.
Године 1953. у Фенлаку је било 250 српских породица, које међутим нису знали српски језик, изузев омладинаца. Румунизација Срба дошла је скоро до краја и апсурда. Исто ће бити и 1985. године када ће то констатовати публициста Мило Глигоријевић.

### Српско-румунска црквена подела
Српско-румунске поделе су кренуле отворено након Мађарске буне 1848—1849. године. Старо канонско јединство са краја 17. века било је доведено у питање. Након што је румунски митрополит Атанасије 1698. године прихватио унију са римокатоличком црквом, и у њу превео највећи део Румуна, један мањи део нарочито онај у Банату, је остао привржен православљу. Они су се прикључили као "браћа" српској јерархији у аустријској царевини, и постали саставни део српске православне митрополије. У румунском листу "Конкордија" 1861. године, појавио се један интригирајући допис из Фенлака, у којем се аутор писма очито Румун, жалио на неправде које Срби чине Румунима, иако су ови други у већини. У "Србском дневнику" (1861), а касније у "Српском сиону" (1895—1901) могло се из чланака, разумети право стање ствари, кроз догађаје у Фенлаку. Фенлак је била национално мешовита средина, где су многе породице женидбом-удајом постале сродничке, оба народа су живела "братски" и тврдио је српски извештач, да ни једна породица тамошња није била национално чиста. Међутим кренула је једна делегација, нахушканих са стране, фенлачких Румуна да се жали код владике арадског, због проблема црквених и школских. По њима било је 2/3 Румуна у Фенлаку, а у исто време ту су била два Србина свештеника а један Румун. Српски дописник је изнео да су тада у месту стварно живели 1.300 Срба и 1.540 Румуна*, а да је истина, да у ствари од четири свештеника, три су румунска, а један српски парох. Неистинама се кварила слога и мир, стварала острашћена атмосфера, изазивањем неспоразума и сумњичења. Када их је епископ одбио, отишли су исти Румуни са тужбом код државних власти, поджупана. Овај је онда наредио да се спроведе нови попис у Фенлаку, али људи нису хтели да се национално изјашњавају; чак су се измотавали, говорећи пописивачу да су они - Французи, Енглези итд. Исход је напред већ наведен; народи су били приближно једнаки по броју. Питање одвајања Румуна, било је одложено до последње деценије тог века. Мада су се школе у време подржављења раздвојиле због језика, црквено јединство је било status quo. Онда је, и поред свих молби и саветовања, кренула око 1895. године подела црквеног иметка, којој су претходили инциденти у цркви, изазвани од стране незадовољних Румуна (1893), с тим да је била ипак на штету Срба. Није узет у обзир постанак здања и имовина градитеља (реч је о Србима) православних цркви и школа, већ је инсистирано на подели према тренутном броју националних припадника, становника. Нови српски предлог је био братски - да се покренуте имовинске парнице повуку, а нудили су братску поделу (иако на своју штету) на темељу паритета: све се дели на два једнака дела. Румуни су са своје стране тражили много више, него што им је следовало: посед вредан 30.000 ф. да са 2/3 припадне њима. Краљевска курија у Будимпешти је 12. марта 1896. године донела мериторну пресуду: све се ипак дели на равне части. Српска страна је изгубила спор, јер није могла да покаже суду писане (историјске) доказе, да су црква и имовина по пореклу њихови, од српских предака набављени. Срби су зато, као прво морали у року од 15 дана да предају храм са свим инвентаром и црквено земљиште - наследницима Румунима; подељене су само књиге, Румуни су добили оне на румунском језику (17), а Срби оне писане на свом језику (31). Срби су могли да користе као и дотад храм за своја богослужења (најдуже пет година), по утврђеном распореду, наизменично оба народа. Матичне књиге су такође остале румунском пароху. Румуни су имали да због добијене цркве исплате Србима, укупну одштету од 10.613 ф. 98 новчића, кроз пет једнаких годишњих рата, до 27. марта 1901. године. Такође је црквена земља, од све три дотадашње парохијске сесије била подељена, ишло по пола сваком народу. Чак је и готовина у каси од 525 ф. 37 новчића подељена подједнако. Срби нису били превише заинтересовани за стари храм, јер су мислили да ће имати довољно својих средстава и оних од одштете, и моћи себи подићи нову, већу богомољу. Предмет румунско-српског спора, због жалби и рокова, још неколико година није био окончан. Завршетком градње нове српске цркве, престале су све размирице и живот је кренуо својим, устаљеним током.

## Становништво
По последњем попису из 2002. године село Фелнак имало је 2.620 становника. Последњих деценија број становника опада.
Село је од давнина било вишенародно, а месни Срби су одувек били мањина у селу. После више насељавања румунског становништва и асимилације они су данас још малобројнији, али за Арадски округ ипак значајна скупина Срба. Национални састав на појединим пописима био је следећи:
| Година пописа | 1910. год.    | 1992. год.    | 2002. год.    |
| Укупно ст.    | 2.970         | 2.496         | 2.620         |
| Срби          | 870 (29,3%)   | 278 (11,1%)   | 221 (8,4%)    |
| Румуни        | 1.974 (66,5%) | 1.933 (77,4%) | 2.075 (79,2%) |
| остали        | 126 (4,2%)    | 285 (11,4%)   | 324 (12,4%)   |

## Религија
Православни храм посвећен Св. арханђелу Михаилу описан је 1758. године, као грађевина од цигле покривена шиндром, са дрвеним торњем и озиданом иконостасном преградом. При њој су службовали 1797. године три свештеника. Пароси, поп Николаје Поповић (рукоп. 1779), поп Николаје Адамовић (1788) и поп Јован Георгијевић знали су српски и румунски језик.
Нова православна црква посвећена Св. арханђелима Михаилу и Гаврилу, грађена је 1804—1807. године. Она је након поделе са Румунима, 1896. године остала њихов посед. 
Пренумеранти из Фенлака, су 1832. године били пароси Димитрије Николић и Аврам Матеовић. При фенлачкој цркви 1843. године појац је Георг Стојић, а тутори Димитрије Митров и Михајло Томић. По државном шематизму православног клира 1846. године биле су три парохије у којима су били свештеници Грегорије Георгијевић (Ђорђевић) (1861. парох администратор, био у месту до почетка 20. века), Димитрије Поповић (био и 1838) и Аврам Матејевић. Капелани су тада били Емануел (Манојло) Георгијевић и Лазар Путић (1861. парох). Парохија која је била у саставу Темишварског протопрезвирата имала је 2.238 православаца, подједнаког броја, измешаног становништва Срба и Румуна. Ускоро је по царском рескрипту дошло до редукције броја парохија и свештеника. Епархијска власт је 1897. године одобрила градњу нове српске цркве. Делом од својих средстава и прилога који су на позив стизали са свих страна Српства, као и одштетном сумом за стару цркву кренула је градње нове српске богомоље, на врло прометном месту. Нова српска црква посвећена празнику Рођења Богородице, зидана је 1900—1901. године, по нацрту арх. Момчила Тапавице. Иконостас је био типског изгледа, купљен у радњи црквених утвари Ивковића у Новом Саду. Јавно преко српских новина 26. априла 1901. године српска црквена општина Фенлак, се захвалила мајстору Лују Тауршу из Новог Сада, "на иконостасу" као и за иконе и друге црквене утвари. У храму су радили и браћа, мештани вештаци: резбар Јефта Митрић и иконописац Арсеније Митрић, који је био црквењак тамошњи (1884, 1895). Зидног сликарства нема. Има три торња, од којих је највиши, средњи страдао 1935. године, а оправљен тек 1978. године. 
У Фенлаку је почетком 20. века постојала српска црквена општина, скупштина била редовна, под председништвом Живана Митрића. Парохија је била пете платежне класе, без парохијског дома, са парохијском сесијом од 30 кј. Парох администартор 1902—1905. године био је поп Миливој Поповић, родом из Старих Шова. У парохији се бавио пензионисани свештеник Георгије Ђорђевић (службовао до 1902). Администратор парохије 1906. године био је калуђер јеромонах М. Јосић. Године 1906—1908. парох у селу је млади Стеван Теодоровић. Током 1908. године кратко је администрирао и поп Милан Милованов. Фенлачки парох Димитрије Вујковић је 1912. године постао претплатник "Летописа Матице српске" у Новом Саду. Фенлак је црквена општина и српска православна парохија која 1922. године има 215 српских домова, једну православну цркву и једну школску зграду. Свештеник је јеромонах Дамаскин Рацков, рукоположен 1910. године. У српској парохији у Фенлаку је 1932. године забележено 101 душа.
У Фенлаку је 1893. године рођен Љубомир Томић, потоњи архејереј српске православне цркве. Као јеромонах Лонгин рукоположен је 1951. године за епископа захумско-херцеговачког, а 1955. године премештен, на столицу епископа зворничко-тузланског, где је и умро 1977. године.

## Образовање
Прва школа је регистрована у Фенлаку 1771. (или 1774) године. У мешовитој српско-румунској школи било је 1846. године 72 ученика, које је учио на оба језика, учитељ Атанасије Фаркаш. У Фенлаку 1861. године дописник српског листа је објаснио да месна школа није ни српска ни румунска, него "општа". То је значило да могу предавати и румунски и српски учитељи али на оба језика. Те године учитељ у месту био је Србин, а претходна два били су Румуни, и то ко ће бити постављен, зависи пре свега од среског начелника. Нови фенлачки учитељ помешане српско-румунске народне школе је постављен 1864. године - Јефта Вуја. Исти је Србин, а завршио је главну Нормалну школу и препарандију у Араду и способан је за учитеља у основној школи. Поред њега било је још пет кандидата Румуна, али су одбијени јер нису знали српски говорити. На конкурсу 1866. године нуђена плата је била 336 ф., а 1867. године она је 325 ф. затим 8 хвати дрва и стан. За Школски фонд мешовита општина Фенлак је 1867. године дала прилог од 10 ф. Постављен је 1868. године за српског учитеља, румунски препарант Димитрије Алексић, који мора до 1. августа 1869. године на препарандији у Сомбору, положити испит из српског језика. У то време презиме које се завршавало на "ић" није било обавезно значило да је реч о Србину, а то је било нарочито карактеристично у Фенлаку. Када су почеле деобе између Срба и Румуна, на тражење Румуна прво су школе раздвојене а црква је остала заједничка две деценије дуже. Све српске школе су у темишварској епархији остале "вероисповедне" - издржавала их је српска црква. Српска нова општина са једном парохијом је осиромашила, и из године у годину се смењују учитељи, који бораве ту све краће и краће. Нижу се конкурси готово сваке године, а нуди узалуд све већа плата и берива. Конкурс за српског учитеља са платом 300 ф. расписан у Фенлаку 1882. године. Стари изнемогли учитељ у Фенлаку Светозар Моцика отишао је 1885. године у пензију, која му се исплаћује 100 ф. годишње. Привремени учитељ Тимотеј Добрин је 1897. године проневерио неки новац који је требало да скупи за градњу нове цркве. Тада је Матија Адамовић мештанин био школски старатељ. Плата учитеља у месту на српској вероисповедној "мешовитој" (мушка и женска) школи је 1898-1899. године је повећана на 400 ф. Изабран је нови учитељ 1899. године Ф. Дадић. Душан Которач је 1901. године учитељ и перовођа школског одбора, до 1907. године када даје оставку. Почетком двадесетог века основна плата се изражава у крунама, уместо у форинтама, па тако 1906. године износи 800 круна. Пофторна празнична и недељна школа се плаћала посебно по 80 круна. Учитељско тело у Фенлаку 1907. године у српској вероисповедној школи чине Милан Јефтић родом из Томашевца и Катица Шалић (или Шимић), родом из Новог Сада. У школу је у то време полазило 90 на редовну наставу, 17 у недељну школу а 96 било за забавиште. Милана Јефтића је исте 1907. године заменио нови Никола Малетић, који је 1912. године дао прилог за болесног колегу учитеља.

## Познате личности
- Лонгин Томић, епископ захумско-херцеговачки и зворничко-тузлански